# Rajka vlajková
Rajka vlajková (Semioptera wallacii) také známá pod anglickým názvem Wallace’s Standardwing je jediný druh ptáka z rodu Semioptera. Má dva poddruhy – Semioptera wallacii halmaherae a Semioptera wallacii wallacii.

## Charakteristika
Rajka vlajková je přibližně 28 cm dlouhá a olivově hnědá. Samci mají leskle fialovou korunku, smaragdově zelená prsa a hnědá záda. Nejvýraznějším rysem samců jsou dvě dvojice dlouhých bílých chocholů, které vyplynuly z ohbí křídel. Samci s nimi dokáží hýbat. Ocasní pera mají samci poněkud krátká. Samci jsou polygamní a při námluvách se shromažďují a předvádí své letecké umění, takto si získávají samice, se kterými se spáří, o mláďata se dále nestarají. 

Samice mají taktéž fialovou korunku, zbytek těla mají hnědý aby neupoutával pozornost nepřátel. Vzrůstově jsou samice menší než samci, ale mají delší ocasní pera. 

Rajka vlajková je endemický druh, vyskytující se jen na souostroví Moluky a ve východní Indonésii a je tak nejzápadněji hnízdícím druhem rajek. Živí se především hmyzem, členovci a ovocem.

## Historie
První rajky se do Evropy dostaly díky mořeplavci Ferdinandu Magellanovi. Když byla jeho posádka v prosinci 1521 v Tidore, byl jim panovníkem z ostrova Bacan (souostroví Moluky) nabídnut dar krásných mrtvých ptáků, mořeplavci je měli předat Španělskému králi. Na základě úvah kronikáře Antonia Pigafettyho byli tito ptáci pravděpodobně rajky vlajkové. Alternativní popis představil Maximilianus Transylvanus, byl to termín Manucodiata (složenina slov: Malay Manute-Dewata, Bird of the Gods), který se používal pro rajky až do 19. století.

George Robert Gray z Britského muzea pojmenoval tento druh na počest Alfreda Russela Wallace, který objevil Rajku vlajkovou v roce 1858. Po jeho původním objevu rajku vlajkovou neviděl nikdo téměř 60 let, bylo ohlášeno pouze párkrát, že tohoto ptáka někdo spatřil, ovšem žádné z těchto hlášení nebylo doloženo. Poté bylo další pozorování ohlášeno britským ornitologem Davidem Bishopem, který se domníval že objevil nový druh a pustil se do detailního pozorování.